# The Time of Our Lives
The Time of Our Lives je první extended play americké zpěvačky Miley Cyrusové, jež vyšlo 28. srpna 2009 přes vydavatelství Hollywood Records.

## Seznam skladeb
1. „Kicking and Screaming“ – 2:58
2. „Party in the U.S.A.“ – 3:22
3. „When I Look at You“ – 4:09
4. „The Time of Our Lives“ – 3:32
5. „Talk is Cheap“ – 3:40
6. „Obsessed“ – 4:04
7. „Before the Storm“ – 4:35
8. „The Climb“ – 3:15

## Umístění v žebříčcích
EP se během týdne umístilo na 3. pozici žebříčku Billboard 200, s celkovým prodejem 62 000 kopií.